# Charles De Ketelaere
Charles Marc S. De Ketelaere, född 10 mars 2001 i Brygge, är en belgisk fotbollsspelare som spelar för Atalanta. Han representerar även Belgiens landslag.
De Ketelaere blev vald till årets idrottstalang i Belgien 2019.

## Klubbkarriär
Den 2 augusti 2022 värvades De Ketelaere av AC Milan, där han skrev på ett femårskontrakt. Den 16 augusti 2023 lånades De Ketelaere ut till Atalanta på ett säsongslån. I juni 2024 blev han klar för en permanent övergång till Atalanta.